# Potamophylax cingulatus
Potamophylax cingulatus är en nattsländeart som först beskrevs av Stephens 1837.  Potamophylax cingulatus ingår i släktet Potamophylax och familjen husmasknattsländor. Arten är reproducerande i Sverige.

## Underarter
Arten delas in i följande underarter:
- P. c. alpinus
- P. c. depilis
- P. c. ibericus